# Geraldine Somerset
Lady Geraldine Somerset (1832-Londres, 1915) fue una dama inglesa, especialmente conocida por haber dejado unas interesantes memorias.

## Biografía
Fue hija de Henry Somerset, VII duque de Beaufort y su segunda esposa, Emily Frances Smith. Esta última era medio hermana de la primera mujer de Henry Somerset lo que, de acuerdo con la legislación inglesa, podía permitir la anulación del matrimonio.
En 1858 fue nombrada lady-in-waiting (dama de honor) de Augusta de Hesse-Kassel, viuda desde 1850 del príncipe británico Adolfo, duque de Cambridge. El matrimonio de los príncipes había tenido tres hijos:
- Augusta, casada con Federico Guillermo, gran duque de Mecklemburgo-Strelitz;
- Jorge, que sucedería a su padre duque de Cambridge y contrajo matrimonio desigual;
- María Adelaida, casada con Francisco, duque de Teck, serían padres, entre otros, de María de Teck, casada con el futuro Jorge V del Reino Unido.

Permaneció sirviendo a la duquesa de Cambridge hasta su muerte en 1889, asistiéndola en su agonía y últimos momentos.
Desde su servicio cerca de la duquesa de Cambridge, fue autora de un diario conservado en los Royal Archives del Castillo de Windsor. Este diario ha sido utilizado como fuente sobre los distintos personajes de la familia real británica de la época, por ejemplo en la biografía oficial de María de Teck, escrita por James Pope-Hennessy.

## Órdenes
- Dama de cuarta clase de la Real Orden de Victoria y Alberto.[7]

### Individuales
1. ↑  Pope-Henessy, 1959, p. 86.
2. ↑  Burke, John (1848). «Beaufort». Burke's Genealogical and Heraldic History of the Peerage, Baronetage and Knightage (en inglés). Burke's Peerage Limited. Consultado el 7 de agosto de 2022.
3. ↑  «Fashionable parties. Monday». The Court Journal and Fashionable Gazette (en inglés). William Thomas. 1858. p. 518. Consultado el 7 de agosto de 2022.
4. ↑  «Household of the Duchess of Cambridge». Glasgow post-office directory [afterw.] Post office Glasgow directory (en inglés). 1866. p. 49. Consultado el 7 de agosto de 2022.
5. ↑  Según diversos testimonios en «From His Own Words! A Royal Son's Devotion To His Beloved Mother; The Duchess Of Cambridge!». The Esoretic Curiosa.
6. ↑  «LADY GERALDINE'S DIARY » 18 Oct 1963 » The Spectator Archive». The Spectator Archive. Consultado el 7 de agosto de 2022.
7. ↑  Raineval, Melville Henry Massue marquis de Ruvigny et; Raineval, Melville Henry Massue Marquis of Ruvigny and (1914). «Beaufort». The Titled Nobility of Europe: An International Peerage, Or "Who's Who," of the Sovereigns, Princes, and Nobles of Europe (en inglés). Burke's Peerage. p. 313. ISBN 978-0-85011-028-9. Consultado el 7 de agosto de 2022.